# Pelikán József (építészmérnök)
Pelikán József (Budapest, 1913. szeptember 1. – Budapest, 1969. május 16.) építészmérnök, egyetemi tanár, 1957-től haláláig a Budapesti Műszaki Egyetem szilárdságtan tanszékének vezetője.

## Munkássága
Pelikán József 1938-tól kezdve dolgozott a Műegyetem Szilárdságtani és Tartószerkezeti Tanszékén, előbb tanársegédként, később adjunktusként, 1949-től pedig intézeti tanárként. 1951-ben egyetemi tanár lett, 1957-ben pedig tanszékvezető. Három évig az egyetem tudományos rektorhelyettese is volt. Ábrázoló geometriát és szerkezettervezést tanított; fő szakterülete a tartószerkezetek tervezése volt. A második világháborúban részt vett Horthy Miklós gödöllői bunkerének tervezésében, a hatvanas évek elején pedig az Astoria-aluljáró tervezésében. 1958-ban írta Hártyaszerkezetek és szabadszélű hártyaszerkezetek című akadémiai disszertációját. Az ebben leírt elv alapján készült tartószerkezeteket Pelikán-hártyának nevezik. 1969-es halálakor két egyetemi jegyzet befejezett kéziratát találták meg az íróasztala fiókjában.

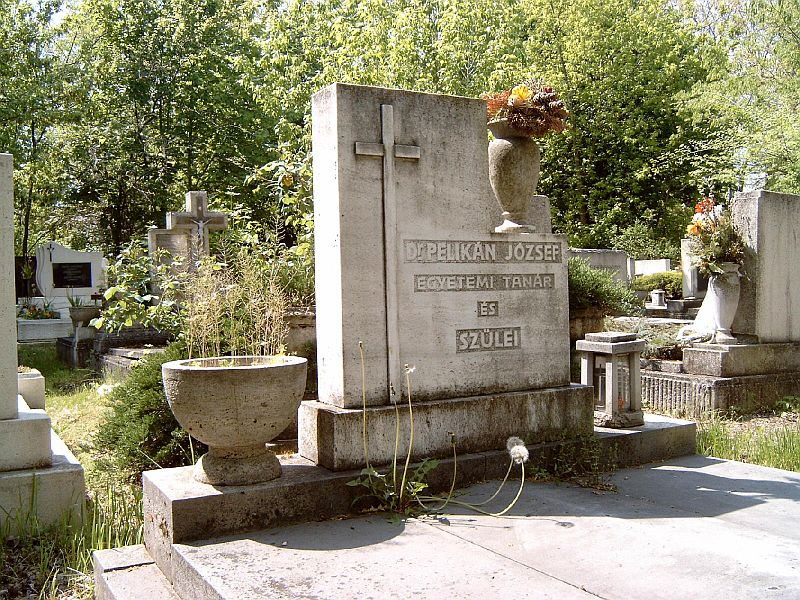
Sírja Budapesten. Új köztemető: 21-1-47/48

## Családja
Fiai: Pelikán József matematikus, az ELTE Algebra és Számelmélet Tanszékének nyugalmazott adjunktusa.
Pelikán János orvos

## Publikációi
- Ábrázoló mértan építészmérnök-hallgatók számára (Budapest, 1950)
- Héjszerkezetek és matematikájuk (Budapest)
- Fokozatosan közelítő számítási módszerek néhány alkalmazása tartószerkezetek tervezésénél (Budapest, 1953)
- Hártyaszerkezetek és szabadszélű hártyaszerkezetek (Budapest, 1958; disszertáció)
- Hártyaszerkezetek (Budapest, 1959)
- Tartószerkezetek (Budapest, 1959)
- Szerkezettervezés (Budapest, 1968)
- Statika (Budapest, 1971)
- Szilárdságtan (Budapest, 1972)